# Tornei di tennis maschili nel 1960
Prima della nascita della cosiddetta "Era Open" del tennis, ossia l'apertura ai tennisti professionisti dei tornei che prima di quell'anno erano riservati ai tennisti dilettanti. Nel 1960 i tornei si distinguevano in pro e amatoriali: ai primi potevano partecipare solo i giocatori professionisti, mentre ai secondi potevano partecipare solo i tennisti dilettanti. Tutti i tornei più importanti erano amatoriali tra questi c'erano i tornei del Grande Slam: gli Australian Championships, gli Internazionali di Francia, il Torneo di Wimbledon e gli U.S. National Championships.

## Calendario

### Legenda
| Tornei amatoriali       |
| Tornei professionistici |

### Gennaio
| Settimana  | Torneo                                                                           | Vincitore                           | Finalista                                                             | Semifinalisti           | Eliminati ai quarti                          |
| ---------- | -------------------------------------------------------------------------------- | ----------------------------------- | --------------------------------------------------------------------- | ----------------------- | -------------------------------------------- |
| Gennaio    | Western Province Championships 1960 Città del Capo, Sudafrica Singolare - Doppio | Albert Gaertner 7-5 3-6 6-2 1-6 6-3 | Gaetan Koenig                                                         |                         |                                              |
| Gennaio    | Western Province Championships 1960 Città del Capo, Sudafrica Singolare - Doppio |                                     |                                                                       |                         |                                              |
| Gennaio    | Eastern Province Championships 1960 Port Elizabeth, Sudafrica Singolare - Doppio | Gaetan Koenig 6-3 6-3 6-4           | Abe Segal                                                             |                         |                                              |
| Gennaio    | Eastern Province Championships 1960 Port Elizabeth, Sudafrica Singolare - Doppio |                                     |                                                                       |                         |                                              |
| 1º gennaio | Border Championships 1960 East London, Sudafrica Singolare - Doppio              | Ian Vermaak 7-5 3-6 6-3 6-3         | R.J.E. Mayers                                                         |                         |                                              |
| 1º gennaio | Border Championships 1960 East London, Sudafrica Singolare - Doppio              |                                     |                                                                       |                         |                                              |
| 2 gennaio  | Victorian Pro Championships 1960 Melbourne, Australia Erba Singolare             | Lew Hoad Round Robin                | Ken Rosewall Pancho Segura Alex Olmedo Frank Sedgman Malcolm Anderson |                         |                                              |
| 3 gennaio  | Asian Championships 1960 Calcutta, India Singolare - Doppio                      | Ramanathan Krishnan 7-5 4-6 6-3 6-4 | Barry MacKay                                                          |                         |                                              |
| 3 gennaio  | Asian Championships 1960 Calcutta, India Singolare - Doppio                      |                                     |                                                                       |                         |                                              |
| 3 gennaio  | Fitzroy New Years Tournament 1960 Melbourne, Australia Singolare - Doppio        | Doug H. Reid 11-9 8-6               | Noel Holland                                                          |                         |                                              |
| 3 gennaio  | Fitzroy New Years Tournament 1960 Melbourne, Australia Singolare - Doppio        |                                     |                                                                       |                         |                                              |
| 3 gennaio  | Western Australian Championships 1960 Perth, Australia Singolare - Doppio        | Neale Fraser 8-6 8-6 7-5            | Robert Howe                                                           |                         |                                              |
| 3 gennaio  | Western Australian Championships 1960 Perth, Australia Singolare - Doppio        |                                     |                                                                       |                         |                                              |
| 3 gennaio  | Yallourn New Years Tournament 1960 Yallourn, Australia Singolare - Doppio        | Paul Hearnden 6-1 6-2               | Bob Carmichael                                                        |                         |                                              |
| 3 gennaio  | Yallourn New Years Tournament 1960 Yallourn, Australia Singolare - Doppio        |                                     |                                                                       |                         |                                              |
| 5 gennaio  | Sydney Manly Seaside Championships 1960 Sydney, Australia Singolare - Doppio     | Bob Hewitt 2-6 13-11 6-3            | Bob Mark                                                              |                         |                                              |
| 5 gennaio  | Sydney Manly Seaside Championships 1960 Sydney, Australia Singolare - Doppio     |                                     |                                                                       |                         |                                              |
| 10 gennaio | Dixie Championships 1960 Tampa, USA Singolare - Doppio                           | Mike Davies 6-1 0-6 6-1 6-4         | Gardnar Mulloy                                                        |                         |                                              |
| 10 gennaio | Dixie Championships 1960 Tampa, USA Singolare - Doppio                           |                                     |                                                                       |                         |                                              |
| 16 gennaio | South Australian Championships 1960 Adelaide, Australia Singolare - Doppio       | Roy Emerson 6-3 6-4 6-3             | Bob Hewitt                                                            | Wayne Reid Neale Fraser | Bob Howe Rod Laver Will Coghlan Ken Fletcher |
| 16 gennaio | South Australian Championships 1960 Adelaide, Australia Singolare - Doppio       |                                     |                                                                       | Wayne Reid Neale Fraser | Bob Howe Rod Laver Will Coghlan Ken Fletcher |
| 17 gennaio | Madhya Pradesh Championships 1960 Indore, India Singolare - Doppio               | Warren Woodcock 6-4 3-6 6-4 1-6 6-1 | William Knight                                                        |                         |                                              |
| 17 gennaio | Madhya Pradesh Championships 1960 Indore, India Singolare - Doppio               |                                     |                                                                       |                         |                                              |
| 17 gennaio | Florida State Championships 1960 Orlando, USA Singolare - Doppio                 | Mike Davies 6-2 6-0 6-4             | Don Candy                                                             |                         |                                              |
| 17 gennaio | Florida State Championships 1960 Orlando, USA Singolare - Doppio                 |                                     |                                                                       |                         |                                              |
| 19 gennaio | Thunderbird Classic 1960 Phoenix, USA Singolare - Doppio                         | Tom Brown 4-6 6-4 6-2               | Whitney Reed                                                          |                         |                                              |
| 19 gennaio | Thunderbird Classic 1960 Phoenix, USA Singolare - Doppio                         |                                     |                                                                       |                         |                                              |
| 24 gennaio | Miami Invitational 1960 Miami, USA Singolare - Doppio                            | Donald Kierbow 7-9 6-4 9-7 6-2      | Edison Mandarino                                                      |                         |                                              |
| 24 gennaio | Miami Invitational 1960 Miami, USA Singolare - Doppio                            |                                     |                                                                       |                         |                                              |

### Febbraio
| Settimana   | Torneo                                                                                   | Vincitore                              | Finalista                | Semifinalisti | Eliminati ai quarti |
| ----------- | ---------------------------------------------------------------------------------------- | -------------------------------------- | ------------------------ | ------------- | ------------------- |
| febbraio    | Mysore State Championships 1960 Bangalore, India Singolare - Doppio                      | Warren Woodcock 6-3 6-1 6-4            | Adrian Bey               |               |                     |
| febbraio    | Mysore State Championships 1960 Bangalore, India Singolare - Doppio                      |                                        |                          |               |                     |
| febbraio    | German Covered Court Championships 1960 Colonia, Germania Singolare - Doppio             | Jacques Brichant 4-6 6-3 6-1 6-4       | Nicola Pietrangeli       |               |                     |
| febbraio    | German Covered Court Championships 1960 Colonia, Germania Singolare - Doppio             |                                        |                          |               |                     |
| febbraio    | India Hard Court Championships 1960 Madras, India Singolare - Doppio                     | Ramanathan Krishnan 6-2 6-3 6-2        | Ulf Schmidt              |               |                     |
| febbraio    | India Hard Court Championships 1960 Madras, India Singolare - Doppio                     |                                        |                          |               |                     |
| 1º febbraio | Finland National Covered Court Championships 1960 Helsinki, Finlandia Singolare - Doppio | Reino Nyyssonen 8-10 6-4 6-2 6-4       | Nicola Pietrangeli       |               |                     |
| 1º febbraio | Finland National Covered Court Championships 1960 Helsinki, Finlandia Singolare - Doppio |                                        |                          |               |                     |
| 2 febbraio  | Australian Championships 1960 Brisbane, Australia Singolare - Doppio                     | Rod Laver 5-7 3-6 6-3 8-6 8-6          | Neale Fraser             |               |                     |
| 2 febbraio  | Australian Championships 1960 Brisbane, Australia Singolare - Doppio                     | Rod Laver Bob Mark 1-6, 6-2, 6-4, 6-4  | Roy Emerson Neale Fraser |               |                     |
| 7 febbraio  | Scandinavian Covered Court Championships 1960 Copenaghen, Danimarca Singolare - Doppio   | Jan-Erik Lundquist 6-3 6-4 5-7 1-6 7-5 | Torben Ulrich            |               |                     |
| 7 febbraio  | Scandinavian Covered Court Championships 1960 Copenaghen, Danimarca Singolare - Doppio   |                                        |                          |               |                     |
| 7 febbraio  | Austin Smith Championships 1960 Fort Lauderdale, USA Singolare - Doppio                  | Don Candy 8-6 9-7                      | Eduardo Zuleta           |               |                     |
| 7 febbraio  | Austin Smith Championships 1960 Fort Lauderdale, USA Singolare - Doppio                  |                                        |                          |               |                     |
| 14 febbraio | Auckland International Wills 1960 Auckland, Nuova Zelanda Singolare - Doppio             | Roy Emerson 6-3 6-1 6-1                | Ronald S. McKenzie       |               |                     |
| 14 febbraio | Auckland International Wills 1960 Auckland, Nuova Zelanda Singolare - Doppio             |                                        |                          |               |                     |
| 14 febbraio | Western India Championships 1960 Bombay, India Singolare - Doppio                        | Ramanathan Krishnan 6-2 6-3 6-3        | Warren Woodcock          |               |                     |
| 14 febbraio | Western India Championships 1960 Bombay, India Singolare - Doppio                        |                                        |                          |               |                     |
| 14 febbraio | Buffalo Indoor 1960 Buffalo, USA Singolare - Doppio                                      | Barry MacKay 6-3 9-7                   | Dick Savitt              |               |                     |
| 14 febbraio | Buffalo Indoor 1960 Buffalo, USA Singolare - Doppio                                      |                                        |                          |               |                     |
| 14 febbraio | Desert Invitational 1960 Palm Desert, USA Singolare - Doppio                             | John Cranston                          | Larry Nagler             |               |                     |
| 14 febbraio | Desert Invitational 1960 Palm Desert, USA Singolare - Doppio                             |                                        |                          |               |                     |
| 14 febbraio | French Covered Court Championships 1960 Parigi, Francia Singolare - Doppio               | Jorgen Ulrich 2-6 6-4 6-4 6-4          | William Knight           |               |                     |
| 14 febbraio | French Covered Court Championships 1960 Parigi, Francia Singolare - Doppio               |                                        |                          |               |                     |
| 20 febbraio | Central India Championships 1960 Allahabad, India Singolare - Doppio                     | Ramanathan Krishnan 6-4 10-8           | Warren Woodcock          |               |                     |
| 20 febbraio | Central India Championships 1960 Allahabad, India Singolare - Doppio                     |                                        |                          |               |                     |
| 20 febbraio | British Covered Court Championships 1960 Londra, Gran Bretagna Singolare - Doppio        | William Knight 6-3 6-4 8-6             | Bobby Wilson             |               |                     |
| 20 febbraio | British Covered Court Championships 1960 Londra, Gran Bretagna Singolare - Doppio        |                                        |                          |               |                     |
| 25 febbraio | Rajastham Championships 1960 Jaipur, India Singolare - Doppio                            | Adrian Bey 7-5 6-4 6-3                 | Warren Woodcock          |               |                     |
| 25 febbraio | Rajastham Championships 1960 Jaipur, India Singolare - Doppio                            |                                        |                          |               |                     |
| 25 febbraio | US Indoors 1960 New York, USA Singolare - Doppio                                         | Barry MacKay 6-2 2-6 10-12 6-1 6-4     | Dick Savitt              |               |                     |
| 25 febbraio | US Indoors 1960 New York, USA Singolare - Doppio                                         |                                        |                          |               |                     |
| 28 febbraio | Good Neighbor Tournament 1960 Miami Beach, USA Singolare - Doppio                        | Neale Fraser 5-7 1-6 6-2 6-2 6-1       | Frank Froehling          |               |                     |
| 28 febbraio | Good Neighbor Tournament 1960 Miami Beach, USA Singolare - Doppio                        |                                        |                          |               |                     |
| 28 febbraio | Pittsburg Indoor 1960 Pittsburgh, USA Singolare - Doppio                                 | Chuck McKinley 6-3 6-2                 | Barry MacKay             |               |                     |
| 28 febbraio | Pittsburg Indoor 1960 Pittsburgh, USA Singolare - Doppio                                 |                                        |                          |               |                     |

### Marzo
| Settimana | Torneo                                                                                               | Vincitore                             | Finalista            | Semifinalisti                   | Eliminati ai quarti                             |
| --------- | --- | ------------------------------------- | -------------------- | ------------------------------- | ----------------------------------------------- |
| marzo     | Gallia Club Championships 1960 Cannes, Francia Singolare - Doppio                                    | Jacques Brichant 6-4 2-6 1-6 8-6 6-4  | Robert Haillet       |                                 |                                                 |
| marzo     | Gallia Club Championships 1960 Cannes, Francia Singolare - Doppio                                    |                                       |                      |                                 |                                                 |
| marzo     | Riviera Championships 1960 Mentone, Francia Singolare - Doppio                                       | Jacques Brichant 5-7 6-3 6-4 1-6 6-1  | Robert Haillet       |                                 |                                                 |
| marzo     | Riviera Championships 1960 Mentone, Francia Singolare - Doppio                                       |                                       |                      |                                 |                                                 |
| marzo     | Moscow International Indoor Championships 1960 Mosca, URSS Singolare - Doppio                        | Gerard Pilet 6-1 6-1 6-0              | Wilhelm Bungert      |                                 |                                                 |
| marzo     | Moscow International Indoor Championships 1960 Mosca, URSS Singolare - Doppio                        |                                       |                      |                                 |                                                 |
| 6 marzo   | Cannes Lawn Tennis Club Championships 1960 Cannes, Francia Singolare - Doppio                        | Barry Phillips-Moore 6-1 6-1          | Jean Pierre Bergerat |                                 |                                                 |
| 6 marzo   | Cannes Lawn Tennis Club Championships 1960 Cannes, Francia Singolare - Doppio                        |                                       |                      |                                 |                                                 |
| 6 marzo   | Masters Invitational 1960 Saint Petersburg, USA Singolare - Doppio                                   | Neale Fraser 6-4 6-0 9-7              | Roy Emerson          |                                 |                                                 |
| 6 marzo   | Masters Invitational 1960 Saint Petersburg, USA Singolare - Doppio                                   |                                       |                      |                                 |                                                 |
| 7 marzo   | Perth Championships 1960 Perth, Australia Singolare - Doppio                                         | Doug Napier 3-6 6-2 6-1 6-3           | Clive Wilderspin     |                                 |                                                 |
| 7 marzo   | Perth Championships 1960 Perth, Australia Singolare - Doppio                                         |                                       |                      |                                 |                                                 |
| 13 marzo  | Queensland Bay Championships 1960 Redcliffe, Australia Singolare - Doppio                            | Neil Gibson 6-3 6-1                   | Ken Fletcher         |                                 |                                                 |
| 13 marzo  | Queensland Bay Championships 1960 Redcliffe, Australia Singolare - Doppio                            |                                       |                      |                                 |                                                 |
| 14 marzo  | Egyptian International Cairo Championships 1960 Il Cairo, Egitto Singolare - Doppio                  | Nicola Pietrangeli 5-7 6-2 6-3 6-3    | Giuseppe Merlo       |                                 |                                                 |
| 14 marzo  | Egyptian International Cairo Championships 1960 Il Cairo, Egitto Singolare - Doppio                  |                                       |                      |                                 |                                                 |
| 14 marzo  | Caribe Hilton Championships 1960 San Juan, Porto Rico Singolare - Doppio                             | Roy Emerson 6-2 6-1                   | Ulf Schmidt          |                                 |                                                 |
| 14 marzo  | Caribe Hilton Championships 1960 San Juan, Porto Rico Singolare - Doppio                             |                                       |                      |                                 |                                                 |
| 20 marzo  | Colombia International 1960 Barranquilla, Colombia Singolare - Doppio                                | Neale Fraser 5-7 2-6 6-4 7-5 6-4      | Luis Ayala           |                                 |                                                 |
| 20 marzo  | Colombia International 1960 Barranquilla, Colombia Singolare - Doppio                                |                                       |                      |                                 |                                                 |
| 20 marzo  | New South Wales Hard Court Championships 1960 Bathurst, Australia Singolare - Doppio                 | Bob Hewitt 9-11 6-4 6-3               | Rod Laver            |                                 |                                                 |
| 20 marzo  | New South Wales Hard Court Championships 1960 Bathurst, Australia Singolare - Doppio                 |                                       |                      |                                 |                                                 |
| 20 marzo  | Torneo di Beaulieu 1960 Cannes, Francia Singolare - Doppio                                           | Barry Phillips-Moore 7-5 8-10 7-5 6-1 | Mike Sangster        |                                 |                                                 |
| 20 marzo  | Torneo di Beaulieu 1960 Cannes, Francia Singolare - Doppio                                           |                                       |                      |                                 |                                                 |
| 21 marzo  | Egyptian International Alexandria Championships 1960 Alessandria d'Egitto, Egitto Singolare - Doppio | Boro Jovanović 6-4 7-5 6-3            | Bobby Wilson         |                                 |                                                 |
| 21 marzo  | Egyptian International Alexandria Championships 1960 Alessandria d'Egitto, Egitto Singolare - Doppio |                                       |                      |                                 |                                                 |
| 27 marzo  | Caracas Altamira International 1960 Caracas, Venezuela Singolare - Doppio                            | Andrés Gimeno 6-3 3-6 6-4 6-3         | Mike Davies          | Luis Alberto Ayala Uffe Schmidt | Billy Knight Don Candy Roy Emerson Barry MacKay |
| 27 marzo  | Caracas Altamira International 1960 Caracas, Venezuela Singolare - Doppio                            |                                       |                      |                                 |                                                 |

### Aprile
| Settimana | Torneo                                                                                   | Vincitore                             | Finalista            | Semifinalisti | Eliminati ai quarti |
| --------- | ---------------------------------------------------------------------------------------- | ------------------------------------- | -------------------- | ------------- | ------------------- |
| aprile    | Swedish Covered Court Championships 1960 Göteborg, Svezia Singolare - Doppio             | Ulf Schmidt 8-6 6-3 6-4               | Jan-Erik Lundquist   |               |                     |
| aprile    | Swedish Covered Court Championships 1960 Göteborg, Svezia Singolare - Doppio             |                                       |                      |               |                     |
| aprile    | Ojai Valley Championships 1960 Ojai, USA Singolare - Doppio                              | Rafael Osuna 6-3 7-5                  | Dennis Ralston       |               |                     |
| aprile    | Ojai Valley Championships 1960 Ojai, USA Singolare - Doppio                              |                                       |                      |               |                     |
| aprile    | Tunisian International Championships 1960 Tunisi, Tunisia Singolare - Doppio             | Jacques Brichant 6-2 8-10 6-4 3-6 6-3 | Giuseppe Merlo       |               |                     |
| aprile    | Tunisian International Championships 1960 Tunisi, Tunisia Singolare - Doppio             |                                       |                      |               |                     |
| 2 aprile  | Roehampton Hard Court Championships 1960 Roehampton, Gran Bretagna Singolare - Doppio    | Lew Gerrard 3-6 6-2 6-0               | Roger Becker         |               |                     |
| 2 aprile  | Roehampton Hard Court Championships 1960 Roehampton, Gran Bretagna Singolare - Doppio    |                                       |                      |               |                     |
| 3 aprile  | St Andrews Invitation 1960 Kingston, Giamaica Singolare - Doppio                         | Roy Emerson 6-4 6-2                   | Neale Fraser         |               |                     |
| 3 aprile  | St Andrews Invitation 1960 Kingston, Giamaica Singolare - Doppio                         |                                       |                      |               |                     |
| 3 aprile  | Wynnum Championships 1960 Wynnum, Australia Erba Singolare - Doppio                      | Rod Laver 6-3 6-0                     | Neil Gibson          |               |                     |
| 3 aprile  | Wynnum Championships 1960 Wynnum, Australia Erba Singolare - Doppio                      |                                       |                      |               |                     |
| 9 aprile  | Cumberland Hard Court Championships 1960 Hampstead, Gran Bretagna Singolare - Doppio     | Bobby Wilson 6-1 6-2                  | Norman Kitovitz      |               |                     |
| 9 aprile  | Cumberland Hard Court Championships 1960 Hampstead, Gran Bretagna Singolare - Doppio     |                                       |                      |               |                     |
| 9 aprile  | South African Championships 1960 Johannesburg, Sudafrica Singolare - Doppio              | Earl Buchholz 6-1 7-5 6-3             | Jack Frost           |               |                     |
| 9 aprile  | South African Championships 1960 Johannesburg, Sudafrica Singolare - Doppio              |                                       |                      |               |                     |
| 9 aprile  | Caribbean Championships 1960 Montego Bay, Giamaica Singolare - Doppio                    | Roy Emerson 6-3 6-4 6-2               | Neale Fraser         |               |                     |
| 9 aprile  | Caribbean Championships 1960 Montego Bay, Giamaica Singolare - Doppio                    |                                       |                      |               |                     |
| 10 aprile | Carlton Club Championships 1960 Cannes, Francia Singolare - Doppio                       | István Gulyás 1-6 6-2 6-4 6-2         | Orlando Sirola       |               |                     |
| 10 aprile | Carlton Club Championships 1960 Cannes, Francia Singolare - Doppio                       |                                       |                      |               |                     |
| 10 aprile | Torneo di Murgon 1960 Murgon, Australia Singolare - Doppio                               | Trevor Fancutt 4-6 6-3 10-8           | Ken Fletcher         |               |                     |
| 10 aprile | Torneo di Murgon 1960 Murgon, Australia Singolare - Doppio                               |                                       |                      |               |                     |
| 18 aprile | Western Australian Hard Court Championships 1960 Geraldton, Australia Singolare - Doppio | Catchpole 6-2 6-4                     | Wayne Millen         |               |                     |
| 18 aprile | Western Australian Hard Court Championships 1960 Geraldton, Australia Singolare - Doppio |                                       |                      |               |                     |
| 18 aprile | Torneo di Goondiwindi 1960 Goondiwindi, Australia Singolare - Doppio                     | Trevor Fancutt 6-2 6-1                | Bullock              |               |                     |
| 18 aprile | Torneo di Goondiwindi 1960 Goondiwindi, Australia Singolare - Doppio                     |                                       |                      |               |                     |
| 18 aprile | Darling Downs Championships 1960 Toowoomba, Australia Singolare - Doppio                 | Ken Fletcher 6-1 6-4                  | Jim Shepherd         |               |                     |
| 18 aprile | Darling Downs Championships 1960 Toowoomba, Australia Singolare - Doppio                 |                                       |                      |               |                     |
| 19 aprile | Atlanta Invitational 1960 Atlanta, USA Singolare - Doppio                                | Barry MacKay 8-6 6-1 6-3              | Bernard Tut Bartzen  |               |                     |
| 19 aprile | Atlanta Invitational 1960 Atlanta, USA Singolare - Doppio                                |                                       |                      |               |                     |
| 19 aprile | Monte Carlo Cup 1960 Monte Carlo, Monte Carlo Singolare - Doppio                         | Andrés Gimeno 8-6 6-3 6-4             | Mike Davies          |               |                     |
| 19 aprile | Monte Carlo Cup 1960 Monte Carlo, Monte Carlo Singolare - Doppio                         |                                       |                      |               |                     |
| 19 aprile | Southport Hard Court Championships 1960 Southport, Gran Bretagna Singolare - Doppio      | Lew Gerrard 4-6 6-2 6-4               | Alan Mills           |               |                     |
| 19 aprile | Southport Hard Court Championships 1960 Southport, Gran Bretagna Singolare - Doppio      |                                       |                      |               |                     |
| 20 aprile | Tennis Club Weissenhof Championships 1960 Stoccarda, Germania Singolare - Doppio         | Ulf Schmidt 6-2 2-6 6-4 1-6 6-3       | Warren Woodcock      |               |                     |
| 20 aprile | Tennis Club Weissenhof Championships 1960 Stoccarda, Germania Singolare - Doppio         |                                       |                      |               |                     |
| 23 aprile | Rothmans Connaught Championships 1960 Chingford, Gran Bretagna Singolare - Doppio        | Bobby Wilson 6-4 6-4                  | Roger Becker         |               |                     |
| 23 aprile | Rothmans Connaught Championships 1960 Chingford, Gran Bretagna Singolare - Doppio        |                                       |                      |               |                     |
| 23 aprile | River Oaks International Tennis Tournament 1960 Houston, USA Singolare - Doppio          | Barry MacKay 7-5 6-3 6-4              | Neale Fraser         |               |                     |
| 23 aprile | River Oaks International Tennis Tournament 1960 Houston, USA Singolare - Doppio          |                                       |                      |               |                     |
| 23 aprile | Surrey Hard Court Championships 1960 Sutton, Gran Bretagna Singolare - Doppio            | William Knight 7-5 6-1                | Lew Gerrard          |               |                     |
| 23 aprile | Surrey Hard Court Championships 1960 Sutton, Gran Bretagna Singolare - Doppio            |                                       |                      |               |                     |
| 25 aprile | Nice Lawn Tennis Club Championships 1960 Nizza, Francia Singolare - Doppio               | Warren Woodcock 6-3 6-2 6-1           | Barry Phillips-Moore |               |                     |
| 25 aprile | Nice Lawn Tennis Club Championships 1960 Nizza, Francia Singolare - Doppio               |                                       |                      |               |                     |
| 30 aprile | British Hard Court Championships 1960 Bournemouth, Gran Bretagna Singolare - Doppio      | Mike Davies 6-2 4-6 6-2 6-1           | William Knight       |               |                     |
| 30 aprile | British Hard Court Championships 1960 Bournemouth, Gran Bretagna Singolare - Doppio      |                                       |                      |               |                     |

### Maggio
| Settimana | Torneo                                                                                          | Vincitore                                                                             | Finalista                      | Semifinalisti                  | Eliminati ai quarti                                  |
| --------- | ----------------------------------------------------------------------------------------------- | ------------------------------------------------------------------------------------- | ------------------------------ | ------------------------------ | ---------------------------------------------------- |
| 2 maggio  | Dallas Invitation 1960 Dallas, USA Singolare - Doppio                                           | Barry MacKay 7-5 6-8 7-5 0-6 6-4                                                      | Bernard Tut Bartzen            |                                |                                                      |
| 2 maggio  | Dallas Invitation 1960 Dallas, USA Singolare - Doppio                                           |                                                                                       |                                |                                |                                                      |
| 2 maggio  | Maroochy Tennis Championships 1960 Nambour, Australia Singolare - Doppio                        | Rod Laver 3-6 7-5 6-3                                                                 | Ken Fletcher                   |                                |                                                      |
| 2 maggio  | Maroochy Tennis Championships 1960 Nambour, Australia Singolare - Doppio                        |                                                                                       |                                |                                |                                                      |
| 2 maggio  | Campionati Internazionali di Sicilia 1960 Palermo, Italia Singolare - Doppio                    | Mario Llamas 6-4 3-6 6-3 4-6 6-2                                                      | Giuseppe Merlo                 |                                |                                                      |
| 2 maggio  | Campionati Internazionali di Sicilia 1960 Palermo, Italia Singolare - Doppio                    |                                                                                       |                                |                                |                                                      |
| 2 maggio  | Paris International Championships 1960 Parigi, Francia Singolare - Doppio                       | Jean-Noël Grinda 6-2 6-4 6-1                                                          | Robert Haillet                 |                                |                                                      |
| 2 maggio  | Paris International Championships 1960 Parigi, Francia Singolare - Doppio                       |                                                                                       |                                |                                |                                                      |
| 8 maggio  | London Hard Court Championships 1960 Hurlingham, Gran Bretagna Singolare - Doppio               | Budge Patty 3-6 6-0 6-4                                                               | Dennis Ralston                 |                                |                                                      |
| 8 maggio  | London Hard Court Championships 1960 Hurlingham, Gran Bretagna Singolare - Doppio               |                                                                                       |                                |                                |                                                      |
| 8 maggio  | Southern California Championships 1960 Los Angeles, USA Singolare - Doppio                      | Jon Douglas 6-2 3-6 6-3 6-2                                                           | Barry MacKay                   |                                |                                                      |
| 8 maggio  | Southern California Championships 1960 Los Angeles, USA Singolare - Doppio                      |                                                                                       |                                |                                |                                                      |
| 8 maggio  | Internazionali d'Italia 1960 Roma, Italia Singolare - Doppio                                    | Luis Ayala 7-5 7-5 0-6 0-6 6-1                                                        | Martin Mulligan                |                                |                                                      |
| 8 maggio  | Internazionali d'Italia 1960 Roma, Italia Singolare - Doppio                                    | Nicola Pietrangeli Orlando Sirola Roy Emerson Neale Fraser 3-6 7-5 2-6 11-11, sospesa |                                |                                |                                                      |
| 8 maggio  | Australian Hard Court Championships 1960 Hobart, Australia Singolare - Doppio                   | Bob Hewitt 6-1 6-2 4-6 6-4                                                            | Mike Davies                    |                                |                                                      |
| 8 maggio  | Australian Hard Court Championships 1960 Hobart, Australia Singolare - Doppio                   |                                                                                       |                                |                                |                                                      |
| 10 maggio | Australian Pro Indoor Championships 1960 (Olympic Pool) Melbourne, Australia Singolare - Doppio | Ken Rosewall 6-3 9-11 8-10 7-5 6-3                                                    | Lew Hoad                       | Malcolm Anderson Frank Sedgman | Tony Trabert Ashley Cooper Pancho Segura Alex Olmedo |
| 10 maggio | Australian Pro Indoor Championships 1960 (Olympic Pool) Melbourne, Australia Singolare - Doppio | Ken Rosewall Lew Hoad 2-6 6-3 6-4 6-4                                                 | Tony Trabert Alex Olmedo       | Malcolm Anderson Frank Sedgman | Tony Trabert Ashley Cooper Pancho Segura Alex Olmedo |
| 14 maggio | Guildford Hard Court Championships 1960 Guildford, Gran Bretagna Singolare - Doppio             | William Alvarez 6-0 6-2                                                               | Roger Taylor                   |                                |                                                      |
| 14 maggio | Guildford Hard Court Championships 1960 Guildford, Gran Bretagna Singolare - Doppio             |                                                                                       |                                |                                |                                                      |
| 14 maggio | Torneo di Wolverhampton 1960 Wolverhampton, Gran Bretagna Singolare - Doppio                    | Tony Pickard 6-2 5-7 6-3                                                              | David A. Samaai                |                                |                                                      |
| 14 maggio | Torneo di Wolverhampton 1960 Wolverhampton, Gran Bretagna Singolare - Doppio                    |                                                                                       |                                |                                |                                                      |
| 15 maggio | California State Championships 1960 San Francisco, USA Singolare - Doppio                       | Jon Douglas 7-5 6-4 8-6                                                               | Bill Crosby                    |                                |                                                      |
| 15 maggio | California State Championships 1960 San Francisco, USA Singolare - Doppio                       |                                                                                       |                                |                                |                                                      |
| 16 maggio | Tuscaloosa Pro Championships 1960 Tuscaloosa, USA Singolare - Doppio                            | Pancho Gonzales 6-1 6-4 6-4                                                           | Sam Giammalva                  |                                |                                                      |
| 16 maggio | Tuscaloosa Pro Championships 1960 Tuscaloosa, USA Singolare - Doppio                            | Pancho Gonzales Jason Morton 4-6 6-3 7-5 6-4                                          | Sam Giammalva Armando Vieira   |                                |                                                      |
| 21 maggio | Torneo di Lytham St Annes 1960 Lytham St Annes, Gran Bretagna Singolare - Doppio                | Tony Pickard 6-4 6-4                                                                  | Roger Becker                   |                                |                                                      |
| 21 maggio | Torneo di Lytham St Annes 1960 Lytham St Annes, Gran Bretagna Singolare - Doppio                |                                                                                       |                                |                                |                                                      |
| 28 maggio | Surrey Championships 1960 Surbiton, Gran Bretagna Singolare - Doppio                            | Roger Becker 6-4 6-1                                                                  | Keith Diepraam                 |                                |                                                      |
| 28 maggio | Surrey Championships 1960 Surbiton, Gran Bretagna Singolare - Doppio                            |                                                                                       |                                |                                |                                                      |
| 28 maggio | Tulsa Clay Court Championships 1960 Tulsa, USA Singolare - Doppio                               | Bernard Tut Bartzen                                                                   | Earl Buchholz                  |                                |                                                      |
| 28 maggio | Tulsa Clay Court Championships 1960 Tulsa, USA Singolare - Doppio                               |                                                                                       |                                |                                |                                                      |
| 29 maggio | German Pro Championships 1960 Bad Ems, Germania Singolare - Doppio                              | Peter Cawthorn 6-1 6-1 6-3                                                            | Gardnar Mulloy                 |                                |                                                      |
| 29 maggio | German Pro Championships 1960 Bad Ems, Germania Singolare - Doppio                              | Beppo Pottinger Fritz Sehmrau 6-4 2-6 6-4 3-6 6-3                                     | Gardnar Mulloy O. Stuhldreier  |                                |                                                      |
| 29 maggio | Pepsi-Cola World Pro Championships 1960 Cleveland, USA Parquet indoor Singolare - Doppio        | Alex Olmedo 7-5-6-4                                                                   | Tony Trabert                   | Pancho Segura Ashley Cooper    | Tabellone a 6 Frank Parker Sam Giammalva             |
| 29 maggio | Pepsi-Cola World Pro Championships 1960 Cleveland, USA Parquet indoor Singolare - Doppio        | Ashley Cooper Alex Olmedo 6-3 6-4                                                     | Tony Trabert Pancho Segura     | Pancho Segura Ashley Cooper    | Tabellone a 6 Frank Parker Sam Giammalva             |
| 31 maggio | Internazionali di Francia 1960 Parigi, Francia Singolare - Doppio                               | Nicola Pietrangeli 3-6 6-3 6-4 4-6 6-3                                                | Luis Ayala                     |                                |                                                      |
| 31 maggio | Internazionali di Francia 1960 Parigi, Francia Singolare - Doppio                               | Roy Emerson Neale Fraser 6-2, 8-10, 7-5, 6-4                                          | José Luis Arilla Andrés Gimeno |                                |                                                      |

### Giugno
| Settimana | Torneo                                                                             | Vincitore                              | Finalista                      | Semifinalisti            | Eliminati ai quarti                                        |
| --------- | ---------------------------------------------------------------------------------- | -------------------------------------- | ------------------------------ | ------------------------ | ---------------------------------------------------------- |
| giugno    | Belgium International Championships 1960 Bruxelles, Belgio Singolare - Doppio      | William Knight 9-7 6-4                 | Jacques Brichant               |                          |                                                            |
| giugno    | Belgium International Championships 1960 Bruxelles, Belgio Singolare - Doppio      |                                        |                                |                          |                                                            |
| giugno    | Triple A Championships 1960 Saint Louis, USA Singolare - Doppio                    | Chuck McKinley 6-4 7-5                 | Earl Buchholz                  |                          |                                                            |
| giugno    | Triple A Championships 1960 Saint Louis, USA Singolare - Doppio                    |                                        |                                |                          |                                                            |
| giugno    | Swedish National Championships 1960 Stoccolma, Svezia Singolare - Doppio           | Sven Davidson 6-3 6-0 6-1              | Ulf Schmidt                    |                          |                                                            |
| giugno    | Swedish National Championships 1960 Stoccolma, Svezia Singolare - Doppio           |                                        |                                |                          |                                                            |
| 4 giugno  | Torneo di Cheltenham 1960 Cheltenham, Gran Bretagna Singolare - Doppio             | R. Griffin 9-7 6-4                     | Guirdham                       |                          |                                                            |
| 4 giugno  | Torneo di Cheltenham 1960 Cheltenham, Gran Bretagna Singolare - Doppio             |                                        |                                |                          |                                                            |
| 4 giugno  | Barnes 1960 Lowther, Gran Bretagna Singolare - Doppio                              | Norman Kitovitz 6-3 6-2                | G.J. Holdsworth                |                          |                                                            |
| 4 giugno  | Barnes 1960 Lowther, Gran Bretagna Singolare - Doppio                              |                                        |                                |                          |                                                            |
| 4 giugno  | Northern Championships 1960 Manchester, Gran Bretagna Singolare - Doppio           | Mark Otway 3-6 6-2 7-5                 | Martin Mulligan                |                          |                                                            |
| 4 giugno  | Northern Championships 1960 Manchester, Gran Bretagna Singolare - Doppio           |                                        |                                |                          |                                                            |
| 4 giugno  | Norwegian International Championships 1960 Oslo, Norvegia Singolare - Doppio       | William Alvarez 6-3 7-5 6-3            | Barry Phillips-Moore           |                          |                                                            |
| 4 giugno  | Norwegian International Championships 1960 Oslo, Norvegia Singolare - Doppio       |                                        |                                |                          |                                                            |
| 4 giugno  | Torneo di Pomona 1960 Pomona, Australia Singolare - Doppio                         | Neil Gibson 6-1 6-1                    | Jim Shepherd                   |                          |                                                            |
| 4 giugno  | Torneo di Pomona 1960 Pomona, Australia Singolare - Doppio                         |                                        |                                |                          |                                                            |
| 4 giugno  | The Priory 1960 Birmingham, Gran Bretagna Singolare - Doppio                       | Albert Gaertner 6-2 6-4                | Ian Vermaak                    |                          |                                                            |
| 4 giugno  | The Priory 1960 Birmingham, Gran Bretagna Singolare - Doppio                       |                                        |                                |                          |                                                            |
| 6 giugno  | Torneo Godò 1960 Barcellona, Spagna Singolare - Doppio                             | Andrés Gimeno 6-1 6-2 6-1              | Giuseppe Merlo                 |                          |                                                            |
| 6 giugno  | Torneo Godò 1960 Barcellona, Spagna Singolare - Doppio                             | Roy Emerson Neale Fraser 6-4, 6-0, 6-4 | José-Luis Arilla Andrés Gimeno |                          |                                                            |
| 6 giugno  | Vaud International Championships 1960 Losanna, Svizzera Singolare - Doppio         | Rod Laver 6-4 6-2 6-4                  | Ronnie Barnes                  |                          |                                                            |
| 6 giugno  | Vaud International Championships 1960 Losanna, Svizzera Singolare - Doppio         | Rod Laver Bob Mark 4-6 9-7 4-6 6-3 6-3 | Ronnie Barnes Carlos Fernandes |                          |                                                            |
| 6 giugno  | Torneo di Saltsjöbaden 1960 Saltsjöbaden, Svezia Singolare - Doppio                | Jacques Brichant 7-5 4-6 6-4           | Jan-Erik Lundquist             |                          |                                                            |
| 6 giugno  | Torneo di Saltsjöbaden 1960 Saltsjöbaden, Svezia Singolare - Doppio                |                                        |                                |                          |                                                            |
| 6 giugno  | Torneo di Venezia 1960 Venezia, Italia Singolare - Doppio                          | Mario Llamas 6-2 8-6 6-1               | Jaroslav Drobný                |                          |                                                            |
| 6 giugno  | Torneo di Venezia 1960 Venezia, Italia Singolare - Doppio                          |                                        |                                |                          |                                                            |
| 11 giugno | Kent Championships 1960 Beckenham, Gran Bretagna Singolare - Doppio                | Bob Mark 6-3 6-4                       | Earl Buchholz                  |                          |                                                            |
| 11 giugno | Kent Championships 1960 Beckenham, Gran Bretagna Singolare - Doppio                |                                        |                                |                          |                                                            |
| 11 giugno | West of England Championships 1960 Bristol, Gran Bretagna Singolare - Doppio       | Ron Holmberg 10-8 6-4                  | Gustavo Palafox                |                          |                                                            |
| 11 giugno | West of England Championships 1960 Bristol, Gran Bretagna Singolare - Doppio       |                                        |                                |                          |                                                            |
| 11 giugno | Torneo di Sutton Coldfield 1960 Sutton, Gran Bretagna Singolare - Doppio           | Robin F. Sanders 6-2 6-3               | Gaetan Koenig                  |                          |                                                            |
| 11 giugno | Torneo di Sutton Coldfield 1960 Sutton, Gran Bretagna Singolare - Doppio           |                                        |                                |                          |                                                            |
| 12 giugno | Pacific Coast Pro Championships 1960 Santa Barbara, USA Cemento Singolare - Doppio | Lew Hoad 6-1 4-6 6-3                   | Ken Rosewall                   | Tony Trabert Alex Olmedo | Malcolm Anderson Pancho Segura Frank Sedgman Ashley Cooper |
| 12 giugno | Pacific Coast Pro Championships 1960 Santa Barbara, USA Cemento Singolare - Doppio | Ken Rosewall Pancho Segura 8-6 7-5     | Ashley Cooper Alex Olmedo      | Tony Trabert Alex Olmedo | Malcolm Anderson Pancho Segura Frank Sedgman Ashley Cooper |
| 12 giugno | Southern Downs Championships 1960 Warwick, Australia Singolare - Doppio            | Neil Gibson 1-6 6-2 6-1                | Greg Hughes                    |                          |                                                            |
| 12 giugno | Southern Downs Championships 1960 Warwick, Australia Singolare - Doppio            |                                        |                                |                          |                                                            |
| 13 giugno | Blue and Gray Invitation 1960 Montgomery, USA Singolare - Doppio                   | Henry Jungle 7-5 6-4                   | John Fraser                    |                          |                                                            |
| 13 giugno | Blue and Gray Invitation 1960 Montgomery, USA Singolare - Doppio                   |                                        |                                |                          |                                                            |
| 13 giugno | Victorian Hard Court Championships 1960 Melbourne, Australia Singolare - Doppio    | Brian Tobin 6-4 9-7                    | Crawford Henry                 |                          |                                                            |
| 13 giugno | Victorian Hard Court Championships 1960 Melbourne, Australia Singolare - Doppio    |                                        |                                |                          |                                                            |
| 18 giugno | Queen's Club Championships 1960 Londra, Gran Bretagna Singolare - Doppio           | Andrés Gimeno 8-6 6-3                  | Roy Emerson                    |                          |                                                            |
| 18 giugno | Queen's Club Championships 1960 Londra, Gran Bretagna Singolare - Doppio           |                                        |                                |                          |                                                            |
| 18 giugno | Torneo di Malvern 1960 Malvern, Gran Bretagna Singolare - Doppio                   | Adrian Bey 8-6 6-4 6-4                 | Reynaldo O. Garrido            |                          |                                                            |
| 18 giugno | Torneo di Malvern 1960 Malvern, Gran Bretagna Singolare - Doppio                   |                                        |                                |                          |                                                            |
| 19 giugno | Southern Championships 1960 Atlanta, USA Singolare - Doppio                        | John Powless 6-2 6-3 8-6               | William Lenoir                 |                          |                                                            |
| 19 giugno | Southern Championships 1960 Atlanta, USA Singolare - Doppio                        |                                        |                                |                          |                                                            |
| 19 giugno | San Francisco Pro Championships 1960 San Francisco, USA Cemento Singolare - Doppio | Ken Rosewall 7-5 7-5                   | Lew Hoad                       |                          |                                                            |
| 19 giugno | San Francisco Pro Championships 1960 San Francisco, USA Cemento Singolare - Doppio |                                        |                                |                          |                                                            |
| 25 giugno | National Collegiate Championships 1960 Seattle, USA Singolare - Doppio             | Larry Nagler 3-6 8-6 6-4 3-6 6-4       | Whitney Reed                   |                          |                                                            |
| 25 giugno | National Collegiate Championships 1960 Seattle, USA Singolare - Doppio             |                                        |                                |                          |                                                            |
| 29 giugno | Masters Pro Championships 1960 Los Angeles, USA Cemento Singolare - Doppio         | Ken Rosewall 10-12 6-3 6-4             | Lew Hoad                       |                          |                                                            |
| 29 giugno | Masters Pro Championships 1960 Los Angeles, USA Cemento Singolare - Doppio         |                                        |                                |                          |                                                            |

### Luglio
| Settimana | Torneo                                                                                    | Vincitore                                  | Finalista                     | Semifinalisti | Eliminati ai quarti |
| --------- | ----------------------------------------------------------------------------------------- | ------------------------------------------ | ----------------------------- | ------------- | ------------------- |
| luglio    | Hungarian International Championships 1960 Budapest, Ungheria Singolare - Doppio          | Ian Vermaak 7-5 6-2 6-2                    | Boro Jovanović                |               |                     |
| luglio    | Hungarian International Championships 1960 Budapest, Ungheria Singolare - Doppio          |                                            |                               |               |                     |
| 3 luglio  | Torneo di Caboolture 1960 Caboolture, Australia Singolare - Doppio                        | Neil Gibson 6-2 6-1                        | Trevor Fancutt                |               |                     |
| 3 luglio  | Torneo di Caboolture 1960 Caboolture, Australia Singolare - Doppio                        |                                            |                               |               |                     |
| 4 luglio  | Torneo di Wimbledon 1960 Londra, Gran Bretagna Singolare - Doppio                         | Neale Fraser 6-4 3-6 9-7 7-5               | Rod Laver                     |               |                     |
| 4 luglio  | Torneo di Wimbledon 1960 Londra, Gran Bretagna Singolare - Doppio                         | Rafael Osuna Dennis Ralston 7-5, 6-3, 10-8 | Mike Davies Bobby Wilson      |               |                     |
| 9 luglio  | Beerschot International 1960 Anversa, Belgio Singolare - Doppio                           | Roy Emerson 6-4 6-3                        | Barry MacKay                  |               |                     |
| 9 luglio  | Beerschot International 1960 Anversa, Belgio Singolare - Doppio                           |                                            |                               |               |                     |
| 9 luglio  | Swedish International Hard Court Championships 1960 Båstad, Svezia Singolare - Doppio     | Luis Ayala 6-1 6-0 6-4                     | Ramanathan Krishnan           |               |                     |
| 9 luglio  | Swedish International Hard Court Championships 1960 Båstad, Svezia Singolare - Doppio     |                                            |                               |               |                     |
| 9 luglio  | Irish Championships 1960 Dublino, Irlanda Singolare - Doppio                              | Dennis Ralston 6-3 6-4 7-5                 | Martin Mulligan               |               |                     |
| 9 luglio  | Irish Championships 1960 Dublino, Irlanda Singolare - Doppio                              |                                            |                               |               |                     |
| 9 luglio  | Midland Counties Championships 1960 Edgbaston, Gran Bretagna Singolare - Doppio           | Bobby Wilson 6-0 6-2                       | Ivo Ribeiro                   |               |                     |
| 9 luglio  | Midland Counties Championships 1960 Edgbaston, Gran Bretagna Singolare - Doppio           |                                            |                               |               |                     |
| 9 luglio  | Scottish Championships 1960 Edimburgo, Gran Bretagna Singolare - Doppio                   | John R. Maguire 6-3 6-1                    | Colin V. Baxter               |               |                     |
| 9 luglio  | Scottish Championships 1960 Edimburgo, Gran Bretagna Singolare - Doppio                   |                                            |                               |               |                     |
| 9 luglio  | Nottinghamshire Championships 1960 Nottingham, Gran Bretagna Singolare - Doppio           | Alan E. Bailey 1-6 6-1 7-5                 | Will Coghlan                  |               |                     |
| 9 luglio  | Nottinghamshire Championships 1960 Nottingham, Gran Bretagna Singolare - Doppio           |                                            |                               |               |                     |
| 9 luglio  | Durham Championships 1960 Sunderland, Gran Bretagna Singolare - Doppio                    | Robin F. Sanders 6-4 6-1                   | Keith Diepraam                |               |                     |
| 9 luglio  | Durham Championships 1960 Sunderland, Gran Bretagna Singolare - Doppio                    |                                            |                               |               |                     |
| 10 luglio | Tri-State Championships 1960 Cincinnati, USA Singolare - Doppio                           | Miguel Olvera 4-6 9-7 6-4                  | Crawford Henry                |               |                     |
| 10 luglio | Tri-State Championships 1960 Cincinnati, USA Singolare - Doppio                           | Jon Douglas John Cranston 7-5, 10-8        | Bill Bond Rudy Hernando       |               |                     |
| 15 luglio | Welsh Championships 1960 Newport, Gran Bretagna Singolare - Doppio                        | Alan Mills 6-3 6-2                         | Robin F. Sanders              |               |                     |
| 15 luglio | Welsh Championships 1960 Newport, Gran Bretagna Singolare - Doppio                        |                                            |                               |               |                     |
| 16 luglio | Essex Championships 1960 Frinton, Gran Bretagna Singolare - Doppio                        | Neale Fraser 6-4 6-2                       | Brian Woolf                   |               |                     |
| 16 luglio | Essex Championships 1960 Frinton, Gran Bretagna Singolare - Doppio                        |                                            |                               |               |                     |
| 16 luglio | Torneo di Hoylake & West Kirby 1960 Hoylake, Gran Bretagna Singolare - Doppio             | Albert Gaertner 6-1 2-6 6-4                | Samaii                        |               |                     |
| 16 luglio | Torneo di Hoylake & West Kirby 1960 Hoylake, Gran Bretagna Singolare - Doppio             |                                            |                               |               |                     |
| 16 luglio | Western Championships 1960 Indianapolis, USA Singolare - Doppio                           | Whitney Reed 6-2 6-4 6-3                   | Reg Bennett                   |               |                     |
| 16 luglio | Western Championships 1960 Indianapolis, USA Singolare - Doppio                           |                                            |                               |               |                     |
| 18 luglio | South Queensland Championships 1960 Ipswich, Australia Singolare - Doppio                 | Neil Gibson 6-1 5-7 6-0                    | Trevor Fancutt                |               |                     |
| 18 luglio | South Queensland Championships 1960 Ipswich, Australia Singolare - Doppio                 |                                            |                               |               |                     |
| 18 luglio | Czechoslovakian International Championships 1960 Praga, Cecoslovacchia Singolare - Doppio | Jiri Javorsky 6-4 3-6 6-2 6-1              | Peter Scholl                  |               |                     |
| 18 luglio | Czechoslovakian International Championships 1960 Praga, Cecoslovacchia Singolare - Doppio |                                            |                               |               |                     |
| 24 luglio | Swiss International Championships 1960 Gstaad, Svizzera Singolare - Doppio                | Roy Emerson 6-4 9-7 6-2                    | Mike Davies                   |               |                     |
| 24 luglio | Swiss International Championships 1960 Gstaad, Svizzera Singolare - Doppio                |                                            |                               |               |                     |
| 24 luglio | U.S. Men's Clay Court Championships 1960 Indianapolis, USA Singolare - Doppio             | Barry MacKay 4-6 7-5 6-4 6-0               | Bernard Tut Bartzen           |               |                     |
| 24 luglio | U.S. Men's Clay Court Championships 1960 Indianapolis, USA Singolare - Doppio             | Bob Hewitt Marty Mulligan                  |                               |               |                     |
| 29 luglio | Slazenger Pro Championships 1960 Eastbourne, Gran Bretagna Singolare - Doppio             | Peter Cawthorn 10-8 6-3 6-4                | George Worthington            |               |                     |
| 29 luglio | Slazenger Pro Championships 1960 Eastbourne, Gran Bretagna Singolare - Doppio             | Peter Cawthorn Bill Moss 6-2 6-3 6-1       | Gardnar Mulloy O. Stuhldreier |               |                     |
| 30 luglio | Torneo di Bedford 1960 Bedford, Gran Bretagna Singolare - Doppio                          | Bobby Wilson 7-5 6-1                       | Mike Sangster                 |               |                     |
| 30 luglio | Torneo di Bedford 1960 Bedford, Gran Bretagna Singolare - Doppio                          |                                            |                               |               |                     |

### Agosto
| Settimana | Torneo                                                                                          | Vincitore                                | Finalista           | Semifinalisti          | Eliminati ai quarti |
| --------- | ----------------------------------------------------------------------------------------------- | ---------------------------------------- | ------------------- | ---------------------- | ------------------- |
| agosto    | Scheveningen Pro Championships 1960 Scheveningen, Paesi Bassi Singolare                         | Andrés Gimeno 9-7 4-6 7-5                | Ashley Cooper       | Lew Hoad Frank Sedgman |                     |
| agosto    | Natal Championships 1960 Durban, Sudafrica Singolare - Doppio                                   | R.J.E. Mayers 6-1 6-4 6-3                | Brebnor             |                        |                     |
| agosto    | Natal Championships 1960 Durban, Sudafrica Singolare - Doppio                                   |                                          |                     |                        |                     |
| agosto    | Moscow International 1960 Mosca, URSS Singolare - Doppio                                        | István Gulyás 6-1 6-3 6-1                | Zoltan Katona       |                        |                     |
| agosto    | Moscow International 1960 Mosca, URSS Singolare - Doppio                                        |                                          |                     |                        |                     |
| agosto    | Spanish Championships 1960 Vigo, Spagna Singolare - Doppio                                      | Manuel Santana 6-2 9-7 8-6               | José-Luis Arilla    |                        |                     |
| agosto    | Spanish Championships 1960 Vigo, Spagna Singolare - Doppio                                      |                                          |                     |                        |                     |
| 1º agosto | Torneo di Hannover 1960 Hannover, Germania Singolare - Doppio                                   | Jacques Brichant 9-7 6-1                 | Rod Laver           |                        |                     |
| 1º agosto | Torneo di Hannover 1960 Hannover, Germania Singolare - Doppio                                   |                                          |                     |                        |                     |
| 1º agosto | Pennsylvania Lawn Tennis Championship 1960 Haverford, USA Singolare - Doppio                    | Rod Laver 9-7 8-6 6-3                    | Ron Holmberg        |                        |                     |
| 1º agosto | Pennsylvania Lawn Tennis Championship 1960 Haverford, USA Singolare - Doppio                    |                                          |                     |                        |                     |
| 1º agosto | Dutch International Championships 1960 Hilversum, Paesi Bassi Singolare - Doppio                | Milan Petrović 6-2 4-6 6-2               | Hugh Stewart        |                        |                     |
| 1º agosto | Dutch International Championships 1960 Hilversum, Paesi Bassi Singolare - Doppio                |                                          |                     |                        |                     |
| 1º agosto | Torneo di Cava de' Tirreni 1960 Cava de' Tirreni, Italia Singolare - Doppio                     | Antonio Maggi 6-3 7-5 6-1                | Neale Fraser        |                        |                     |
| 1º agosto | Torneo di Cava de' Tirreni 1960 Cava de' Tirreni, Italia Singolare - Doppio                     |                                          |                     |                        |                     |
| 4 agosto  | Northamptonshire Championships 1960 Wellingborough, Gran Bretagna Singolare - Doppio            | Mark Cox 4-6 7-5 6-4                     | Charles Applewhaite |                        |                     |
| 4 agosto  | Northamptonshire Championships 1960 Wellingborough, Gran Bretagna Singolare - Doppio            |                                          |                     |                        |                     |
| 6 agosto  | Hampshire Championships 1960 Bournemouth, Gran Bretagna Singolare - Doppio                      | Geoff Bluett 6-2 6-3                     | M. Frost            |                        |                     |
| 6 agosto  | Hampshire Championships 1960 Bournemouth, Gran Bretagna Singolare - Doppio                      |                                          |                     |                        |                     |
| 6 agosto  | British Pro Championships 1960 Eastbourne, Gran Bretagna Singolare - Doppio                     | George Worthington 10-8 6-3 6-4          | Bill Moss           |                        |                     |
| 6 agosto  | British Pro Championships 1960 Eastbourne, Gran Bretagna Singolare - Doppio                     | George Worthington Bill Moss 7-5 6-3 7-5 | G. Bradley M. Evans |                        |                     |
| 7 agosto  | German Championships 1960 Amburgo, Germania Singolare - Doppio                                  | Nicola Pietrangeli 6-3 2-6 6-4 6-2       | Jan-Erik Lundquist  |                        |                     |
| 7 agosto  | German Championships 1960 Amburgo, Germania Singolare - Doppio                                  |                                          |                     |                        |                     |
| 7 agosto  | Torneo di Ostendae 1960 Ostenda, Belgio Singolare - Doppio                                      | Jacques Brichant 6-3 6-1                 | Robert Howe         |                        |                     |
| 7 agosto  | Torneo di Ostendae 1960 Ostenda, Belgio Singolare - Doppio                                      |                                          |                     |                        |                     |
| 7 agosto  | Southampton Invitation 1960 Southampton, USA Singolare - Doppio                                 | Rod Laver 12-10 6-3 3-6 2-6 6-3          | Ron Holmberg        |                        |                     |
| 7 agosto  | Southampton Invitation 1960 Southampton, USA Singolare - Doppio                                 |                                          |                     |                        |                     |
| 13 agosto | Torneo di West Worthing 1960 West Worthing, Gran Bretagna Singolare - Doppio                    | R.W. Dixon 3-6 8-6 6-1                   | D.R. Oliver         |                        |                     |
| 13 agosto | Torneo di West Worthing 1960 West Worthing, Gran Bretagna Singolare - Doppio                    |                                          |                     |                        |                     |
| 15 agosto | Alpenland Championships 1960 Kitzbühel, Austria Singolare - Doppio                              | Pierre Darmon 2-6 1-6 6-1 6-3 6-3        | Roy Emerson         |                        |                     |
| 15 agosto | Alpenland Championships 1960 Kitzbühel, Austria Singolare - Doppio                              |                                          |                     |                        |                     |
| 15 agosto | Belgium International Championships 1960 Knokke-le-Zoute, Belgio Singolare - Doppio             | Nicola Pietrangeli 6-3 6-4               | Luis Ayala          |                        |                     |
| 15 agosto | Belgium International Championships 1960 Knokke-le-Zoute, Belgio Singolare - Doppio             |                                          |                     |                        |                     |
| 15 agosto | Eastern Grass Court Championships 1960 South Orange, USA Singolare - Doppio                     | Rod Laver 6-1 10-8 6-4                   | Donald Dell         |                        |                     |
| 15 agosto | Eastern Grass Court Championships 1960 South Orange, USA Singolare - Doppio                     |                                          |                     |                        |                     |
| 20 agosto | Torneo di Bognor 1960 Bognor Regis, Gran Bretagna Singolare - Doppio                            | Geoffrey Paish 6-4 4-6 6-1               | R.J. Levine         |                        |                     |
| 20 agosto | Torneo di Bognor 1960 Bognor Regis, Gran Bretagna Singolare - Doppio                            |                                          |                     |                        |                     |
| 20 agosto | Torneo di Exmouth 1960 Exmouth, Gran Bretagna Singolare - Doppio                                | Mark Cox 6-2 6-0                         | Geoff Bluett        |                        |                     |
| 20 agosto | Torneo di Exmouth 1960 Exmouth, Gran Bretagna Singolare - Doppio                                |                                          |                     |                        |                     |
| 20 agosto | North of England Championships 1960 Scarborough, Gran Bretagna Singolare - Doppio               | Mark Otway 6-3 6-4                       | John McDonald       |                        |                     |
| 20 agosto | North of England Championships 1960 Scarborough, Gran Bretagna Singolare - Doppio               |                                          |                     |                        |                     |
| 20 agosto | St Moritz Kulm Carlton 1960 Sankt Moritz, Svizzera Singolare - Doppio                           | Mike Davies 4-6 6-3 6-3                  | Alan E.G. Bailey    |                        |                     |
| 20 agosto | St Moritz Kulm Carlton 1960 Sankt Moritz, Svizzera Singolare - Doppio                           |                                          |                     |                        |                     |
| 21 agosto | Istanbul International Championships 1960 Istanbul, Turchia Singolare - Doppio                  | Ian Vermaak 6-4 6-1 11-9                 | Jorgen Ulrich       |                        |                     |
| 21 agosto | Istanbul International Championships 1960 Istanbul, Turchia Singolare - Doppio                  |                                          |                     |                        |                     |
| 23 agosto | Newport Casino Trophy 1960 Newport, USA Singolare - Doppio                                      | Rod Laver 6-1 6-8 6-1 6-2                | Earl Buchholz       |                        |                     |
| 23 agosto | Newport Casino Trophy 1960 Newport, USA Singolare - Doppio                                      | Earl Buchholz Chuck McKinley 6-2 2-6 6-4 | Rod Laver Bob Mark  |                        |                     |
| 24 agosto | Austrian International Championships 1960 Pörtschach am Wörther See, Austria Singolare - Doppio | William Knight 6-2 6-3 3-6 6-3           | Budge Patty         |                        |                     |
| 24 agosto | Austrian International Championships 1960 Pörtschach am Wörther See, Austria Singolare - Doppio |                                          |                     |                        |                     |
| 27 agosto | Torneo di Budleigh Salterton 1960 Budleigh Salterton, Gran Bretagna Singolare - Doppio          | John McDonald 0-6 7-5 6-4                | R.W. Dixon          |                        |                     |
| 27 agosto | Torneo di Budleigh Salterton 1960 Budleigh Salterton, Gran Bretagna Singolare - Doppio          |                                          |                     |                        |                     |

### Settembre
| Settimana    | Torneo                                                                                       | Vincitore                                       | Finalista                      | Semifinalisti              | Eliminati ai quarti                                        |
| ------------ | -------------------------------------------------------------------------------------------- | ----------------------------------------------- | ------------------------------ | -------------------------- | ---------------------------------------------------------- |
| settembre    | Portuguese International Championships 1960 Cascais, Portogallo Singolare - Doppio           | Don Candy 6-3 6-1 6-8 2-6 6-1                   | William Knight                 |                            |                                                            |
| settembre    | Portuguese International Championships 1960 Cascais, Portogallo Singolare - Doppio           |                                                 |                                |                            |                                                            |
| 3 settembre  | Torneo di Lee-on-Solent 1960 Lee-on-the-Solent, Gran Bretagna Singolare - Doppio             | Tony Starte 6-4 6-1                             | Sumant Misra                   |                            |                                                            |
| 3 settembre  | Torneo di Lee-on-Solent 1960 Lee-on-the-Solent, Gran Bretagna Singolare - Doppio             |                                                 |                                |                            |                                                            |
| 4 settembre  | Geneva Pro Championships 1960 Ginevra, Svizzera Terra rossa Singolare                        | Lew Hoad 6-4 6-1                                | Ken Rosewall                   | Alex Olmedo Frank Sedgman  |                                                            |
| 4 settembre  | Sydney Metropolitan Hard Court Championships 1960 Sydney, Australia Singolare - Doppio       | Allan Shapter                                   | Geoffrey Pares                 |                            |                                                            |
| 4 settembre  | Sydney Metropolitan Hard Court Championships 1960 Sydney, Australia Singolare - Doppio       |                                                 |                                |                            |                                                            |
| 10 settembre | Denver City Championships 1960 Denver, USA Singolare - Doppio                                | Rafael Osuna 10-8 9-7                           | Barry MacKay                   |                            |                                                            |
| 10 settembre | Denver City Championships 1960 Denver, USA Singolare - Doppio                                |                                                 |                                |                            |                                                            |
| 10 settembre | South of England Championships 1960 Eastbourne, Gran Bretagna Singolare - Doppio             | Mark Otway 6-4 6-4                              | John McDonald                  |                            |                                                            |
| 10 settembre | South of England Championships 1960 Eastbourne, Gran Bretagna Singolare - Doppio             |                                                 |                                |                            |                                                            |
| 16 settembre | U.S. National Championships 1960 New York, USA Singolare - Doppio                            | Neale Fraser 6-4 6-4 10-8                       | Rod Laver                      |                            |                                                            |
| 16 settembre | U.S. National Championships 1960 New York, USA Singolare - Doppio                            | Neale Fraser Roy Emerson 9-7 6-2 6-4            | Rod Laver Bob Mark             |                            |                                                            |
| 18 settembre | German Pro National Championships 1960 Monaco di Baviera, Germania Singolare - Doppio        | Rupert Huber 6-0 6-1 7-5                        | Joseph Pöttinger               |                            |                                                            |
| 18 settembre | German Pro National Championships 1960 Monaco di Baviera, Germania Singolare - Doppio        | Rupert Huber O. Stuhldreier 1-6 6-4 5-7 6-2 6-2 | Joseph Pöttinger Fritz Sehmrau |                            |                                                            |
| 18 settembre | French Pro Championships 1960 Parigi, Francia Terra rossa Singolare - Doppio                 | Ken Rosewall 6-2 2-6 6-2 6-1                    | Lew Hoad                       | Frank Sedgman Tony Trabert | Malcolm Anderson Andrés Gimeno Pancho Segura Ashley Cooper |
| 18 settembre | French Pro Championships 1960 Parigi, Francia Terra rossa Singolare - Doppio                 | Lew Hoad Tony Trabert 6-4 6-0 6-1               | Ken Rosewall Frank Sedgman     | Frank Sedgman Tony Trabert | Malcolm Anderson Andrés Gimeno Pancho Segura Ashley Cooper |
| 18 settembre | Torneo di Friburgo 1960 Friburgo, Germania Singolare - Doppio                                | William Knight 6-1 6-3                          | Luis Ayala                     |                            |                                                            |
| 18 settembre | Torneo di Friburgo 1960 Friburgo, Germania Singolare - Doppio                                |                                                 |                                |                            |                                                            |
| 18 settembre | Canadian Championships 1960 Toronto, Canada Singolare - Doppio                               | Ladislav Legenstein 6-2 6-2 7-5                 | Warren Woodcock                |                            |                                                            |
| 18 settembre | Canadian Championships 1960 Toronto, Canada Singolare - Doppio                               | Ladislav Legenstein Peter Scholl 6-4, 6-3, 6-4  | Warren Woodcock Whitney Reed   |                            |                                                            |
| 24 settembre | London Pro Indoor Championships 1960 Londra, Gran Bretagna Parquet indoor Singolare - Doppio | Ken Rosewall 5-7 8-6 6-1 6-3                    | Pancho Segura                  | Alex Olmedo Frank Sedgman  | Tony Trabert Ashley Cooper Andrés Gimeno                   |
| 24 settembre | London Pro Indoor Championships 1960 Londra, Gran Bretagna Parquet indoor Singolare - Doppio | Ken Rosewall Frank Sedgman 4-6 6-3 6-4          | Lew Hoad Tony Trabert          | Alex Olmedo Frank Sedgman  | Tony Trabert Ashley Cooper Andrés Gimeno                   |
| 24 settembre | Pacific Southwest Championships 1960 Los Angeles, USA Singolare - Doppio                     | Barry MacKay 5-7 6-4 6-4 3-6 6-3                | Earl Buchholz                  |                            |                                                            |
| 24 settembre | Pacific Southwest Championships 1960 Los Angeles, USA Singolare - Doppio                     |                                                 |                                |                            |                                                            |

### Ottobre
| Settimana  | Torneo                                                                                  | Vincitore                                   | Finalista                 | Semifinalisti | Eliminati ai quarti |
| ---------- | --------------------------------------------------------------------------------------- | ------------------------------------------- | ------------------------- | ------------- | ------------------- |
| 2 ottobre  | French Pro Closed Championships 1960 Parigi, Francia Singolare - Doppio                 | Paul Remy 6-1 7-5 6-2                       | Jacques Iemetti           |               |                     |
| 2 ottobre  | French Pro Closed Championships 1960 Parigi, Francia Singolare - Doppio                 | Paul Remy Jacques Iemetti 6-2 6-4 6-2       | N. Quatrain J. Sellier    |               |                     |
| 2 ottobre  | Swiss Pro Championships 1960 Zurigo, Svizzera Singolare - Doppio                        | Erwin Balestra 6-1 6-3 6-4                  | Mr. Lavanchy              |               |                     |
| 2 ottobre  | Swiss Pro Championships 1960 Zurigo, Svizzera Singolare - Doppio                        | Krahenbuhl C. Ferrez 3-6 6-4 7-5 6-4        | Max Albrecht H. Hurlimann |               |                     |
| 3 ottobre  | Pacific Coast Championships 1960 Berkeley, USA Singolare - Doppio                       | Jon Douglas 6-3 6-2 6-4                     | Neale Fraser              |               |                     |
| 3 ottobre  | Pacific Coast Championships 1960 Berkeley, USA Singolare - Doppio                       | Cliff Mayne Hugh Ditzler 5-7, 6-4, 6-4, 6-2 | Bill Crosby Whitney Reed  |               |                     |
| 3 ottobre  | ACT Championships 1960 Canberra, Australia Singolare - Doppio                           | Bob Hewitt 6-1 6-4                          | Barry MacKay              |               |                     |
| 3 ottobre  | ACT Championships 1960 Canberra, Australia Singolare - Doppio                           |                                             |                           |               |                     |
| 9 ottobre  | Glen Iris Invitational 1960 Melbourne, Australia Singolare - Doppio                     | Brian Tobin 7-5 6-3                         | Wayne Reid                |               |                     |
| 9 ottobre  | Glen Iris Invitational 1960 Melbourne, Australia Singolare - Doppio                     |                                             |                           |               |                     |
| 9 ottobre  | South Coast Championships 1960 Southport, Australia Singolare - Doppio                  | Neil Gibson 6-4 6-4                         | Bullock                   |               |                     |
| 9 ottobre  | South Coast Championships 1960 Southport, Australia Singolare - Doppio                  |                                             |                           |               |                     |
| 16 ottobre | Sydney Metropolitan Grass Court Championships 1960 Sydney, Australia Singolare - Doppio | Neale Fraser 6-3 6-4                        | Bob Mark                  |               |                     |
| 16 ottobre | Sydney Metropolitan Grass Court Championships 1960 Sydney, Australia Singolare - Doppio |                                             |                           |               |                     |
| 23 ottobre | Florida Closed Championships 1960 Delray Beach, USA Singolare - Doppio                  | Gardnar Mulloy 6-1 8-6                      | John Skogstad             |               |                     |
| 23 ottobre | Florida Closed Championships 1960 Delray Beach, USA Singolare - Doppio                  |                                             |                           |               |                     |
| 23 ottobre | Queensland Hard Court Championships 1960 Kingaroy, Australia Singolare - Doppio         | Rod Laver 2-6 6-4 6-2                       | Neil Gibson               |               |                     |
| 23 ottobre | Queensland Hard Court Championships 1960 Kingaroy, Australia Singolare - Doppio         |                                             |                           |               |                     |
| 30 ottobre | Moroccan International Championships 1960 Casablanca, Marocco Singolare - Doppio        | Manuel Santana 6-1 6-4 6-4                  | Giuseppe Merlo            |               |                     |
| 30 ottobre | Moroccan International Championships 1960 Casablanca, Marocco Singolare - Doppio        |                                             |                           |               |                     |

### Novembre
| Settimana   | Torneo                                                                                  | Vincitore                                 | Finalista                  | Semifinalisti                  | Eliminati ai quarti                                     |
| ----------- | --------------------------------------------------------------------------------------- | ----------------------------------------- | -------------------------- | ------------------------------ | ------------------------------------------------------- |
| 1º novembre | Italian Closed Pro Championships 1960 Brescia, Italia Singolare                         | Rolando Del Bello                         | Beretta                    |                                |                                                         |
| 5 novembre  | Queensland Championships 1960 Brisbane, Australia Singolare - Doppio                    | Roy Emerson 14-12 6-0 6-3                 | Bob Hewitt                 |                                |                                                         |
| 5 novembre  | Queensland Championships 1960 Brisbane, Australia Singolare - Doppio                    |                                           |                            |                                |                                                         |
| 5 novembre  | Argentina International Championships 1960 Buenos Aires, Argentina Singolare - Doppio   | Luis Ayala 6-8 3-6 6-3 7-5 8-6            | Manuel Santana             |                                |                                                         |
| 5 novembre  | Argentina International Championships 1960 Buenos Aires, Argentina Singolare - Doppio   |                                           |                            |                                |                                                         |
| 5 novembre  | Palace Hotel Covered Court Championships 1960 Torquay, Gran Bretagna Singolare - Doppio | Gerald D. Oakley 3-6 6-2 6-0              | Charles Applewhaite        |                                |                                                         |
| 5 novembre  | Palace Hotel Covered Court Championships 1960 Torquay, Gran Bretagna Singolare - Doppio |                                           |                            |                                |                                                         |
| 13 novembre | Perth Spring Tournament 1960 Perth, Australia Singolare - Doppio                        | Clive Wilderspin 3-6 6-3 9-7 6-1          | Brian C. Bowman            |                                |                                                         |
| 13 novembre | Perth Spring Tournament 1960 Perth, Australia Singolare - Doppio                        |                                           |                            |                                |                                                         |
| 14 novembre | Japanese Pro Championships 1960 Tokyo, Giappone Singolare - Doppio                      | Lew Hoad 6-2 0-6 3-6 6-1 13-11            | Ken Rosewall               | Ashley Cooper Malcolm Anderson | Pancho Segura Andrés Gimeno Tony Trabert Alex Olmedo    |
| 14 novembre | Japanese Pro Championships 1960 Tokyo, Giappone Singolare - Doppio                      | Lew Hoad Malcolm Anderson 6-3 8-6 3-6 6-4 | Tony Trabert Pancho Segura | Ashley Cooper Malcolm Anderson | Pancho Segura Andrés Gimeno Tony Trabert Alex Olmedo    |
| 20 novembre | New South Wales Championships 1960 Sydney, Australia Singolare - Doppio                 | Neale Fraser 10-8, 6-4, 7-5               | Barry MacKay               | Bob Hewitt Rod Laver           | Chuck McKinley Earl Buchholz Trevor Fancutt Roy Emerson |
| 20 novembre | New South Wales Championships 1960 Sydney, Australia Singolare - Doppio                 | Neale Fraser Roy Emerson 6-2, 14-12, 6-4  | Bob Mark Rod Laver         | Bob Hewitt Rod Laver           | Chuck McKinley Earl Buchholz Trevor Fancutt Roy Emerson |
| 28 novembre | Jack Kramer Pro Championships 1960 Manila, Filippine Terra rossa Singolare              | Ken Rosewall 6-3 6-4                      | Andrés Gimeno              | Malcolm Anderson Ashley Cooper | Pancho Segura Tony Trabert Alex Olmedo                  |

### Dicembre
| Settimana   | Torneo                                                               | Vincitore                        | Finalista        | Semifinalisti | Eliminati ai quarti |
| ----------- | -------------------------------------------------------------------- | -------------------------------- | ---------------- | ------------- | ------------------- |
| 3 dicembre  | Victorian Championships 1960 Melbourne, Australia Singolare - Doppio | Barry MacKay 8-6 5-7 8-6 6-3     | Earl Buchholz    |               |                     |
| 3 dicembre  | Victorian Championships 1960 Melbourne, Australia Singolare - Doppio |                                  |                  |               |                     |
| 11 dicembre | US Hard Court Championships 1960 La Jolla, USA Singolare - Doppio    | Whitney Reed 3-6 3-6 7-5 6-0 6-1 | William H. Hoogs |               |                     |
| 11 dicembre | US Hard Court Championships 1960 La Jolla, USA Singolare - Doppio    |                                  |                  |               |                     |
| 30 dicembre | Sugar Bowl Invitation 1960 New Orleans, USA Singolare - Doppio       | Ham Richardson 4-6 6-1 6-3 6-1   | Ron Holmberg     |               |                     |
| 30 dicembre | Sugar Bowl Invitation 1960 New Orleans, USA Singolare - Doppio       |                                  |                  |               |                     |

## Senza data
| Settimana | Torneo                                                                     | Vincitore  | Finalista | Semifinalisti | Eliminati ai quarti |
| --------- | -------------------------------------------------------------------------- | ---------- | --------- | ------------- | ------------------- |
|           | Lucerne Pro Indoor Championships 1960 Lucerna, Svizzera Singolare - Doppio | Krahenbuhl | Lavanchy  |               |                     |
|           | Lucerne Pro Indoor Championships 1960 Lucerna, Svizzera Singolare - Doppio |            |           |               |                     |

## Pro tour
Nel corso dell'anno si giocarono diversi tornei che facevano parte dei pro tour: un insieme di tornei composti da pochi partecipanti: da 2, 4 o 6 giocatori in cui i migliori tennisti si sfidavano in scontri diretti in varie località. Il vincitore del tour era il tennista che aveva un vantaggio nei testa a testa con gli altri giocatori.
| Data                        | Località                     | Nome del tour                      | Partecipanti |
| --------------------------- | ---------------------------- | ---------------------------------- | --- |
| 28 gennaio 1960 maggio 1960 | Stati Uniti Canada Australia | World Pro Tour 1960                | 1) Pancho Gonzales 49–8 2) Ken Rosewall 32–25 3) Pancho Segura 22–28 4) Alex Olmedo 11–44                                                 |
| aprile 1960                 | Nuova Zelanda                | New Zealand Pro Tour 1960          | 1) Lew Hoad 7–3 1) Malcolm Anderson 7-3 3) Frank Sedgman 4-6 4) Ashley Cooper 2-8                                                         |
| luglio-ottobre 1960         | Europa                       | European Grand Prix 1960           | 1) Ashley Cooper 26-10 2) Andrés Gimeno 16-8 3) Malcolm Anderson 10-13 4) Pancho Segura 14-18 5) Alex Olmedo 13-22 6) Robert Haillet 3-10 |
| luglio-ottobre 1960         | Europa                       | Malaya and Singapore Pro Tour 1960 | Pancho Segura Alex Olmedo Ashley Cooper Andrés Gimeno                                                                                     |